# Minona dolichovesicula
Minona dolichovesicula är en plattmaskart som beskrevs av Tajika 1982. Minona dolichovesicula ingår i släktet Minona och familjen Monocelididae. Inga underarter finns listade i Catalogue of Life.